# Ультиматум (Легенда о Корре)
«Ультиматум» (англ. The Ultimatum) — одиннадцатый эпизод третьего сезона американского мультсериала «Легенда о Корре».

## Сюжет
После свержения царицы в Ба-Синг-Се настал хаос. Мако и Болин должны передать послание Захира Корре. Они угоняют дирижабль и по пути забирают свою семью из города. Покинув Ба-Синг-Се, Мако и Болин находят обломки дирижабля, на котором везли Корру, и видят следы, ведущие к оазису Туманные пальмы. Там они встречаются с Коррой, Асами, Лин, Тонраком и Зуко. Братья рассказывают, что Захир летит в Северный храм воздуха и собирается убить всех новых кочевников, если Аватар не сдастся ему. Команда летит в Заофу, чтобы связать с храмом через мощную радиосвязь. Однако с той стороны никто не отвечает, и Корра решает найти Захира в мире духов. Она медитирует и попадает в Рощу Жайбау, но вместо злодея встречает Айро. Она просит совет, и старик предлагает ей поговорить с его племянником Зуко. Корра идёт к нему, и тот собирается улетать, чтобы защищать свою дочь от свержения. Она говорит с ним, и он отвечает, что Аанг бы пожертвовал собой ради спасения магов воздуха.
Удаётся установить связь с Северным храмом воздуха, и Корра предупреждает Тензина об опасности, но в тот момент как раз прилетает Захир с бандой. Они ловят всех магов воздуха, но Тензин начинает сопротивляться, прося Каю и Буми помочь и говоря остальным убегать. Пока трое сражаются с Красным лотосом, воздушные кочевники не могут добраться до летающих бизонов из-за возлюбленной Захира, испускающей взрывы из третьего глаза. Кай отвлекает её, и остальным удаётся добежать до зубров, но преступница взрывает Кая, и он падает в пропасть. Она также распугивает стадо бизонов, и кочевники не могут улететь. Каю и Буми сбрасывают с обрыва, но они успевают зацепиться. Однако им приходится упасть, чтобы не попасть под взрывы. Они выживают, а другие добивают Тензина. Он самоотверженно продолжает сопротивляться, но не может ничего сделать. Кай не разбивается, а застревает на ветке дерева и встречает маленького бизона. Он садится на него и улетает.

## Отзывы

Динамика оценок IGN к эпизодам 3 сезона мультсериала

Макс Николсон из IGN поставил эпизоду оценку 9,2 из 10 и написал, что он «был незабываемым». Оливер Сава из The A.V. Club дал серии оценку «A» и отметил, что «темп этого эпизода идеален». Майкл Маммано из Den of Geek вручил серии 4 звезды из 5 и написал, что «этот эпизод был просто… он был просто безупречным». Главный редактор The Filtered Lens, Мэтт Доэрти, поставил серии оценку «A» и написал, что она была «тяжёлой». Мордикай Кнод из Tor.com понадеялся, что Тензина не убили в конце, ибо зрителю не было показано чётко. Рецензент похвалил постановку боёв в этом эпизоде. Мэтт Пэтчес из ScreenCrush посчитал, что серия «плескается на философской территории „Человека из стали“».